# Я досі знаю, що ви скоїли минулого літа
Я досі знаю, що ви скоїли минулого літа (англ. I Still Know What You Did Last Summer) — фільм жахів 1998 року. Продовження фільму «Я знаю, що ви скоїли минулого літа» (1997).

## Сюжет
Джулі Джеймс так і не змогла пережити жах минулого літа. Хоча жорстокий маніяк був убитий, його тіло не було знайдено. Тінь похмурого месника продовжує переслідувати дівчину в кошмарних баченнях. Щоб позбутися страшних спогадів, Джулі з друзями вирушає на живописний тропічний острів. Вони сподіваються провести тут декілька прекрасних днів. Але райський куточок виявляється справжнім пеклом. Насувається шторм, і останній катер з туристами вже відчалив від берега. Спорожніла сцена готова для кривавого спектаклю. За туманною пеленою дощу Джулі знову побачила зловісну фігуру.

## У ролях
- Дженніфер Лав Г'юїтт — Джулі Джеймс
- Бренді Норвуд — Карла Вілсон
- Мекай Файфер — Тірелл
- Меттью Сеттл — Вілл Бенсон
- Мьюз Вотсон — Бен Вілліс
- Фредді Принц-молодший — Рей Бронсон
- Білл Коббс — Естес
- Джеффрі Комбс — містер Брукс
- Дженніфер Еспозіто — Ненсі
- Джон Гоукс — Дейв
- Джек Блек — Тітус Телеско (в титрах не зазначений)